# Hjortagöl (Vissefjärda socken, Småland)
Hjortagöl är en sjö i Emmaboda kommun i Småland och ingår i Lyckebyåns huvudavrinningsområde. Sjöns area är 0,011 kvadratkilometer.